# ماريانو بوش
ماريانو بوش (بالإسبانية: Mariano Bosch)‏ هو مدرب اتحاد الرغبي ‏ أرجنتيني، ولد في 9 أغسطس 1962 في بوينس آيرس في الأرجنتين.

## وصلات خارجية
- ماريانو بوش عل موقع إسبنسكروم (الإنجليزية)